# Dioclea huberi
Dioclea huberi är en ärtväxtart som beskrevs av Adolpho Ducke. Dioclea huberi ingår i släktet Dioclea och familjen ärtväxter. Inga underarter finns listade i Catalogue of Life.